# Rathaus (Büdingen)

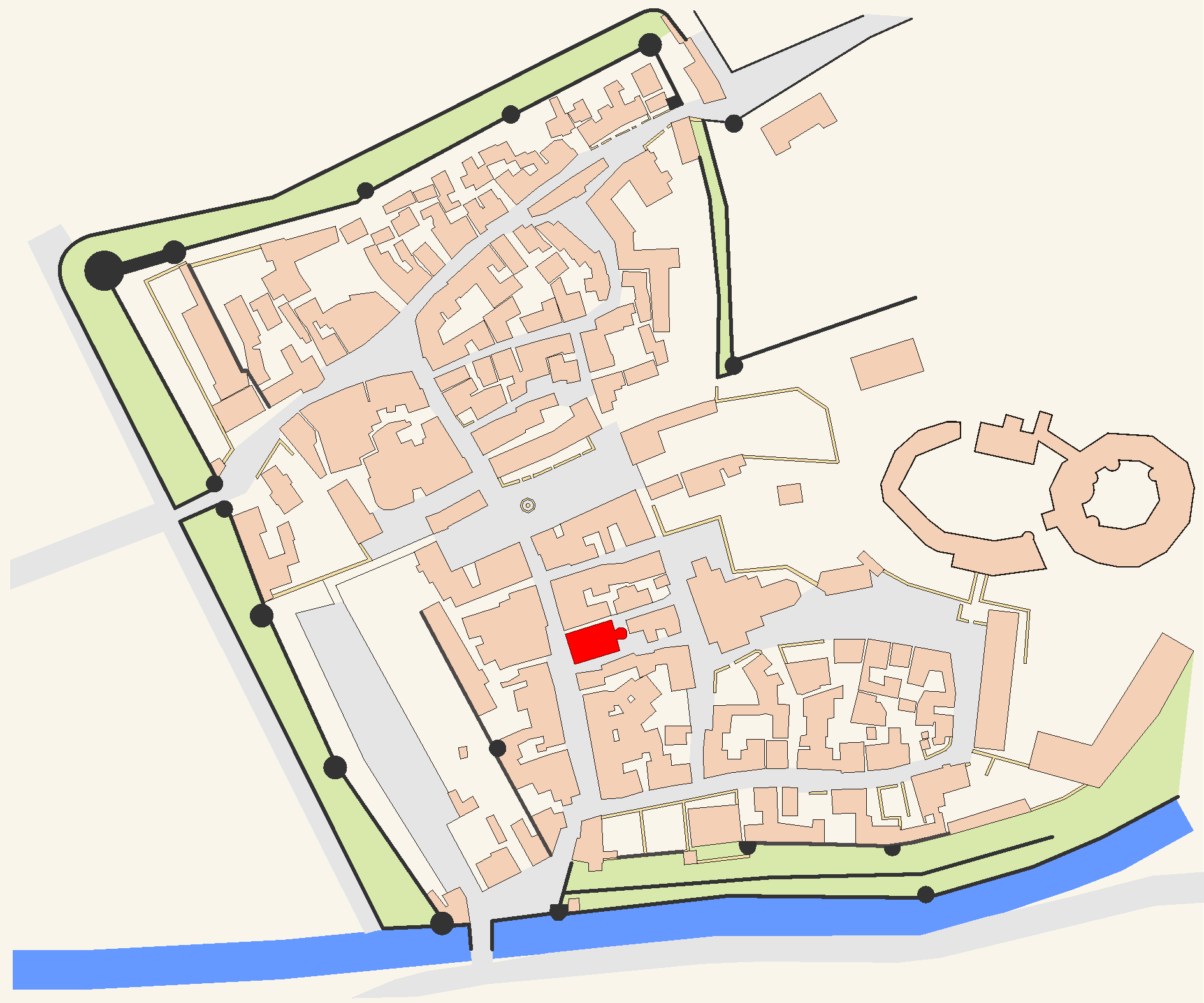
Standort des historischen Rathauses in der Altstadt

Das Historische Rathaus in Büdingen wurde 1458 auf einem steinernen Untergeschoss seines Vorläufers neu errichtet, wobei die Rathausgasse verengt wurde. Das Erdgeschoss mit seinen achteckigen Säulen und mächtigen Unterzügen diente als Kauf- und Markthalle und das Obergeschoss als Tanz- und Spielhaus und als Ratsstuben. Nach 1495 tagte im Obergeschoss das Hochgericht der Herren zu Büdingen als zentrales Gericht der Grafschaft.
Nach 1490 wurde der westliche Giebel als massiv ausgeführter Treppengiebel umgebaut. Ebenfalls einem späteren Umbau verdankt das Gebäude seinen imposanten Staffelgiebeln. Das Fachwerk des Gebäudes zeigt als Besonderheit Nebenständer mit hohen Wandverstrebungen, die beiderseits der Firstständer ihre Kopfbänder über die Kehlbalken hinausstrecken. Die kurzen Fußstreben sind als Schmuck je zu zwei Halbkreisen verbunden. 
Äußerlich sind neben schmückenden Elementen, wie dem Wappenerker des Stadtherren Diether von Isenburg als mittelalterliche Infrastruktur der Stadtborn, eingerahmt durch gotische Kielbogen, eine Heiligennische und darunter die Stadtelle, das „Büdinger Maß“, angebracht, die dem vorgelagerten Markt als Einheit diente. 
Bis 1968 war das Gebäude Sitz der Büdinger Stadtverwaltung. Heute beherbergt das Rathaus das vom Büdinger Geschichtsverein getragene „Heuson-Museum“ und den Sitzungssaal der Stadtverordnetenversammlung der Stadt Büdingen. An der Außenfassade befindet sich eine gusseiserne Gedenktafel für die während der Zeit der nationalsozialistischen Diktatur verfolgten und ermordeten Mitbürger der jüdischen Gemeinde in Büdingen. 

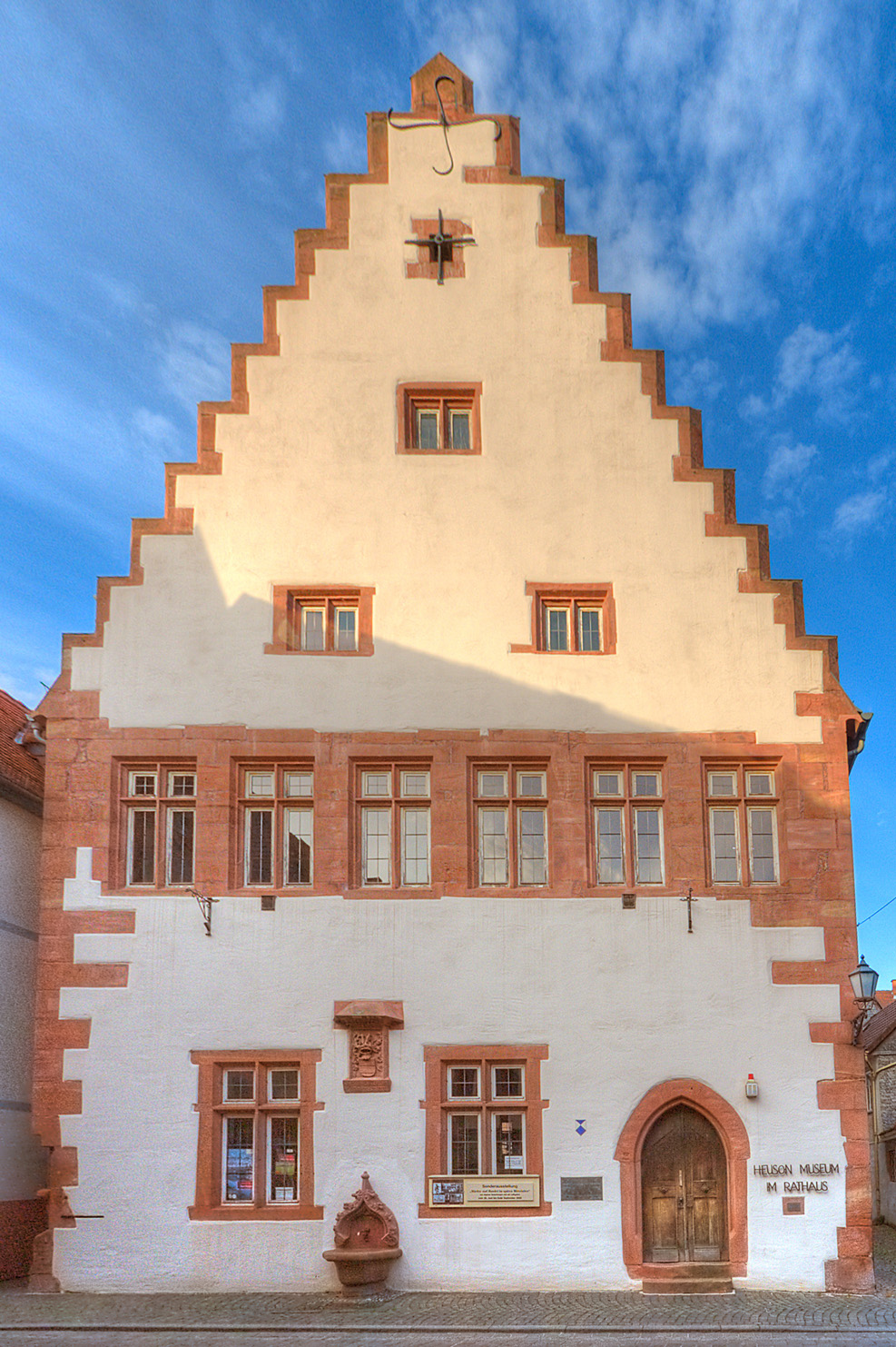
Front des Historischen Rathauses mit seinen imposanten Staffelgiebeln
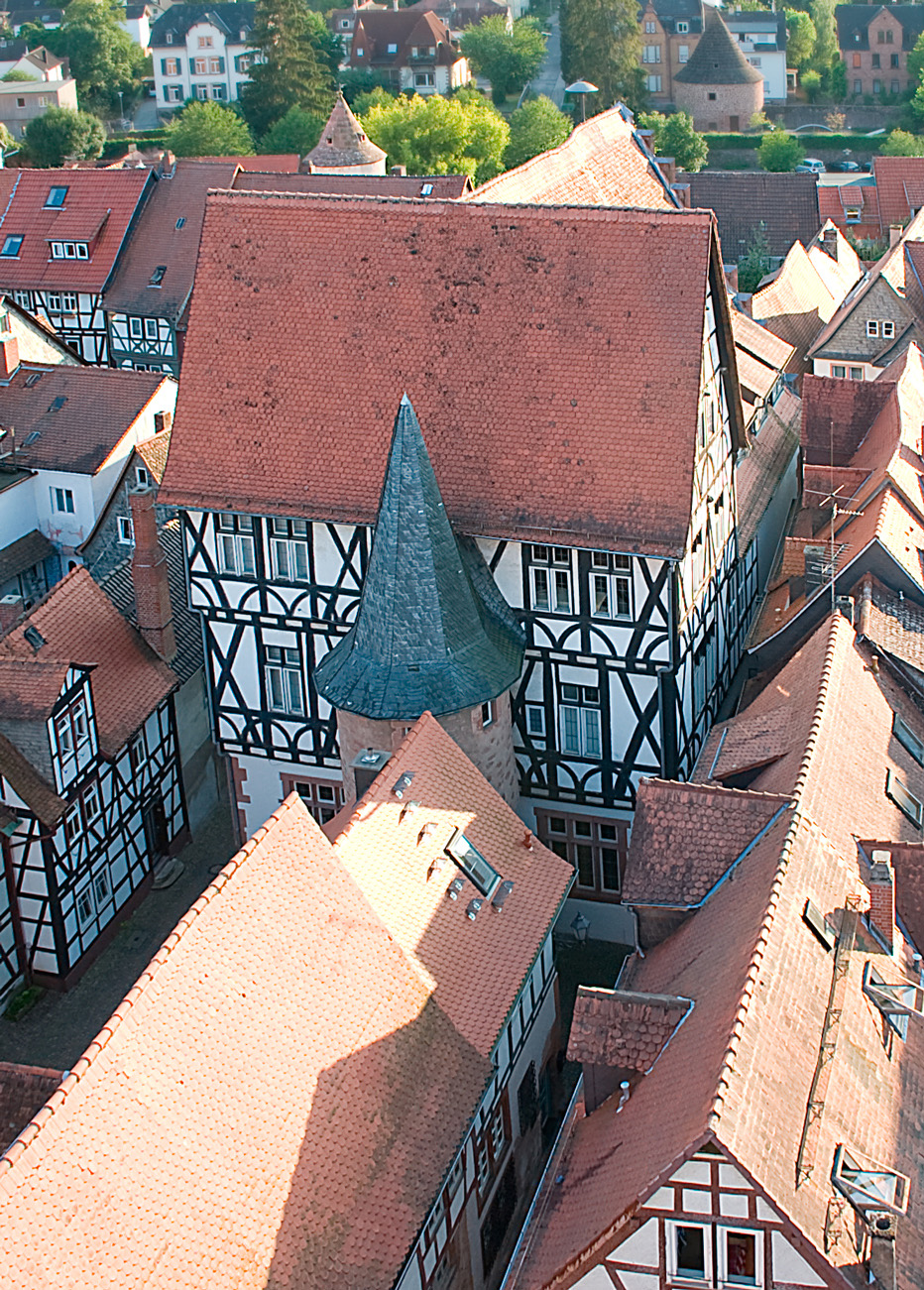
Blick auf das Rathaus vom Kirchturm aus
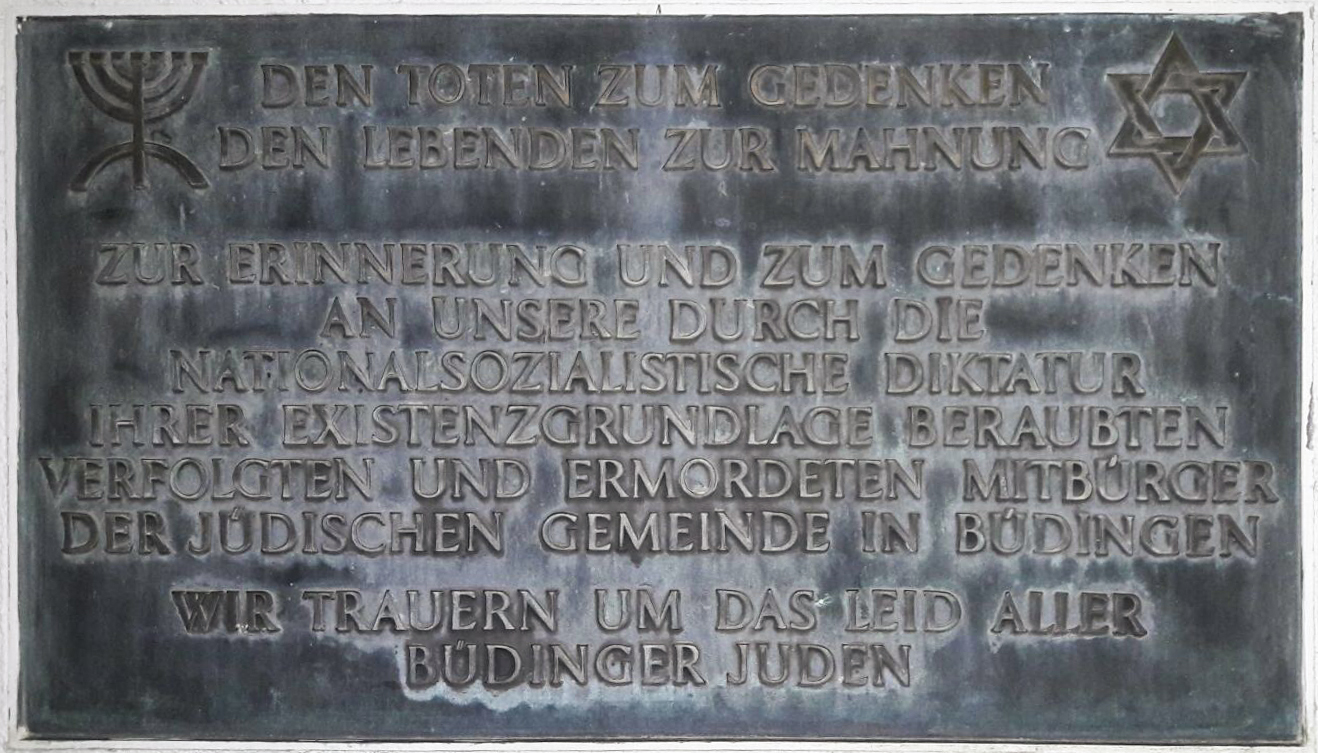
Gedenktafel für die während der Zeit der nationalsozialistischen Diktatur verfolgten und ermordeten Mitbürger der jüdischen Gemeinde in Büdingen
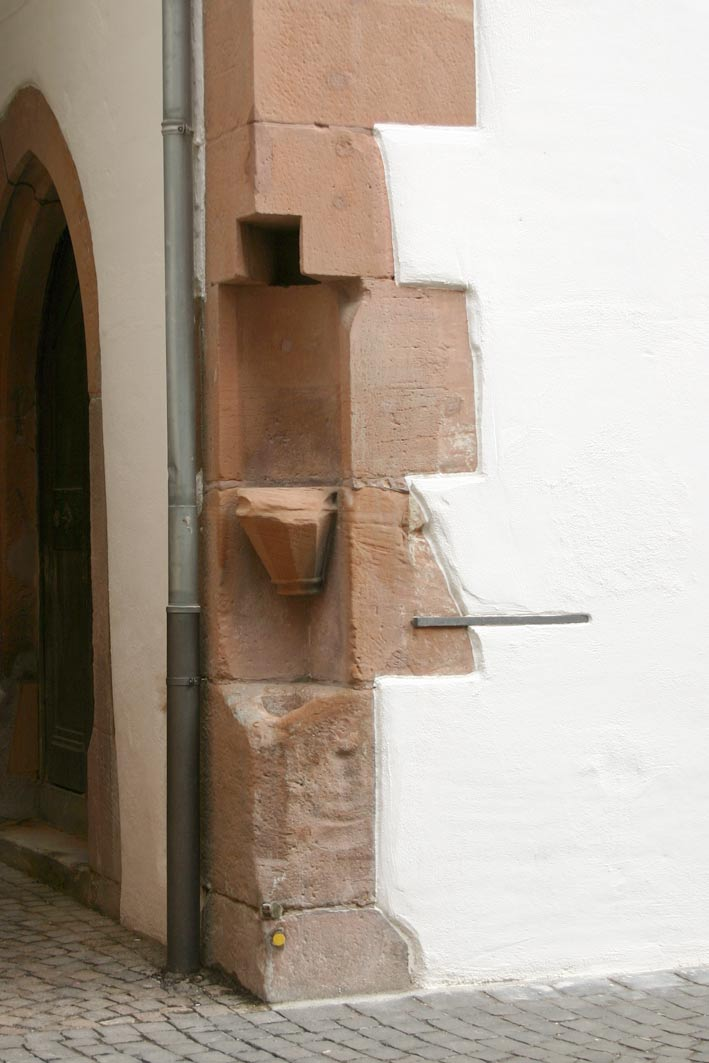
Heiligenschrein und Stadtelle
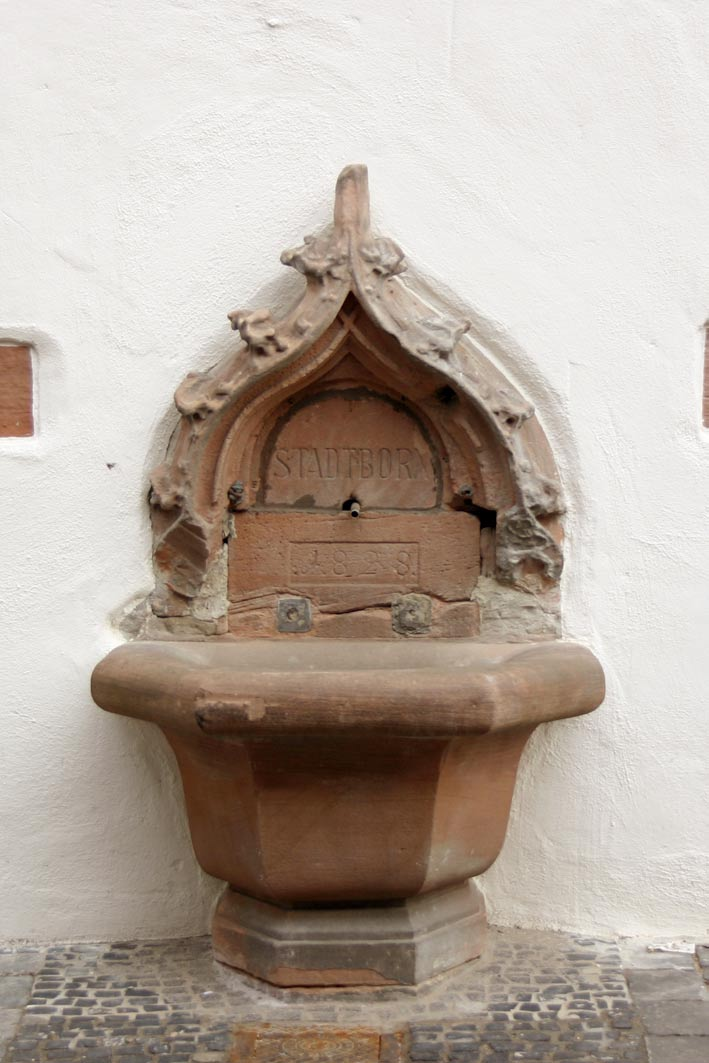
Stadtborn von 1828
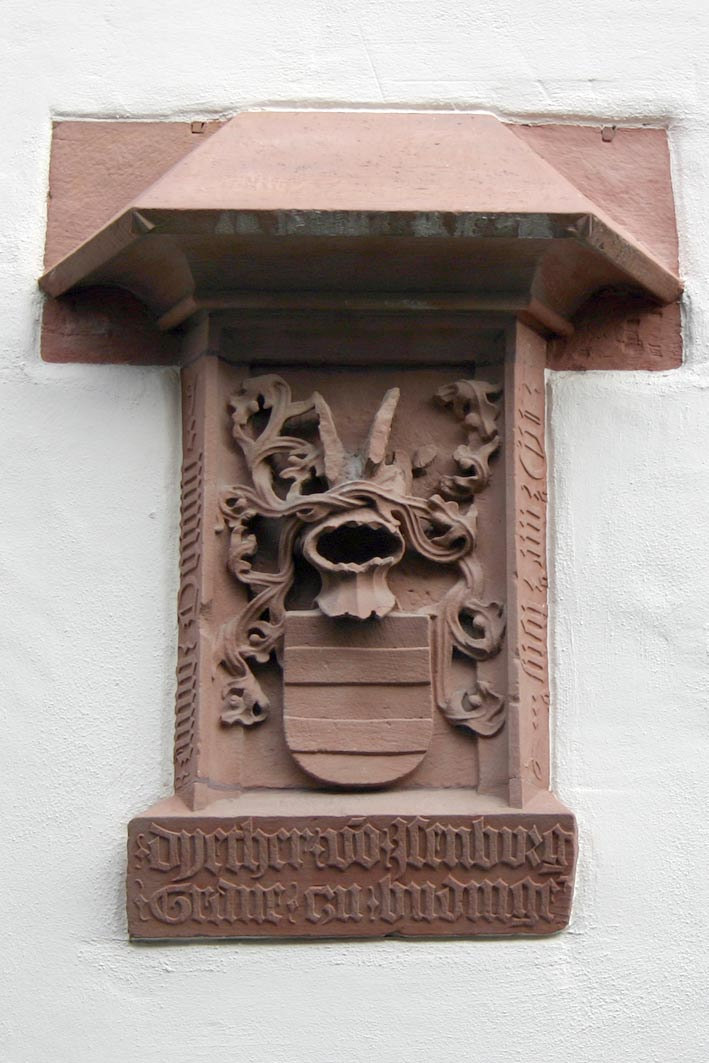
Wappenerker des Stadtherren Diether von Isenburg, Vater des Mainzer Erzbischofs Diether von Isenburg

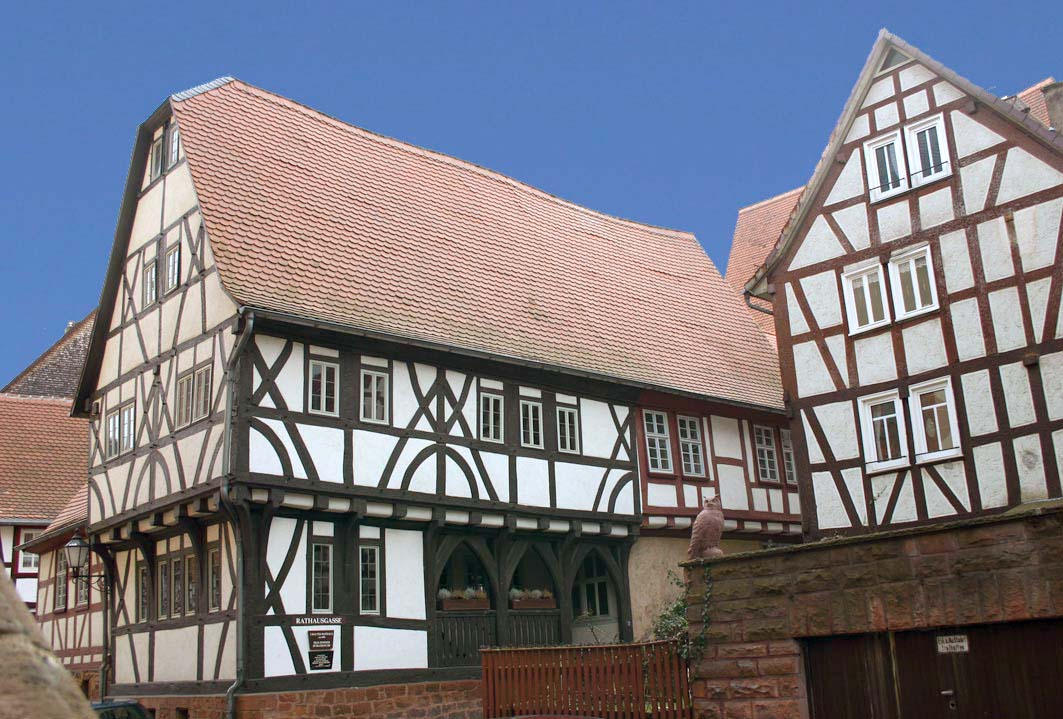
Das „ehemalige Pfarrhaus“

Das in östlicher Richtung an das Historische Rathaus anschließende „ehemalige Pfarrhaus“ ist vermutlich im ersten Drittel des 15. Jahrhunderts entstanden. Sein öffentlicher Zweck kommt durch die offene Laube gut zum Ausdruck. Das hoch wirkende Gebäude zeigt ein vielgestaltiges Fachwerk. Markant sind die durchgehenden Brustriegel mit „Schwalbenschwanzverblattungen“, die Geschossüberkragung mit den Außenknaggen und die Proportionen der Fenster. In diesem Gebäude wurde Ludwig Eberling (* 1823; † 1898) geboren, der als Hofgärtner Großherzog Friedrichs I. von Baden als erster die verwahrloste Insel Mainau im Bodensee erschloss und als der Schöpfer der heutigen Blumeninsel gilt.
Das Gebäude war bis in die 1960er-Jahre als Wohnung vermietet. Die Mieter wie Käthe Mörschel, Frau Becker, waren gleichzeitig die Herbergseltern der dort von der Stadt betriebenen Herberge für durchreisende Wanderer. Im Rahmen der Altstadtsanierung wurde das Gebäude saniert und einer neuen Nutzung zugeführt. Heute befindet sich in den Räumen ein Teil des „Heuson-Museums“ sowie das Trauzimmer des städtischen Standesamtes.
Als Bestandteil der Gesamtanlage Altstadt Büdingen gilt das Pfarrhaus als geschütztes Kulturgut entsprechend der Haager Konvention zum Schutz von Kulturgut bei bewaffneten Konflikten.